# Капсулотомия
Передняя капсулотомия (ACAPS) — нейрохирургическая операция, проводящаяся под общим или местным обезболиванием с введением внутривенно седативных препаратов. Разрушение тканей осуществляется путём воздействия высоких температур или фокусированного гамма-излучения. Деструкции подвергаются волокна, соединяющие вентромедиальную и орбитофронтальную кору и переднюю поясную извилину с таламусом, миндалевидными телами и гиппокампом. Эти волокна проходят через переднюю треть передней ножки внутренней капсулы. При капсулотомии прерываются в основном те же лобно-таламические связи, что и при стереотаксической субкаудальной трактотомии. Показания для передней капсулотомии отличаются в разных странах. В Швеции она используется при генерализованном тревожном расстройстве, агорафобии с паническим расстройством и обсессивно-компульсивном расстройстве, в Великобритании — в основном при депрессии и обсессивно-компульсивном расстройстве.